# Hermann von Gaffron

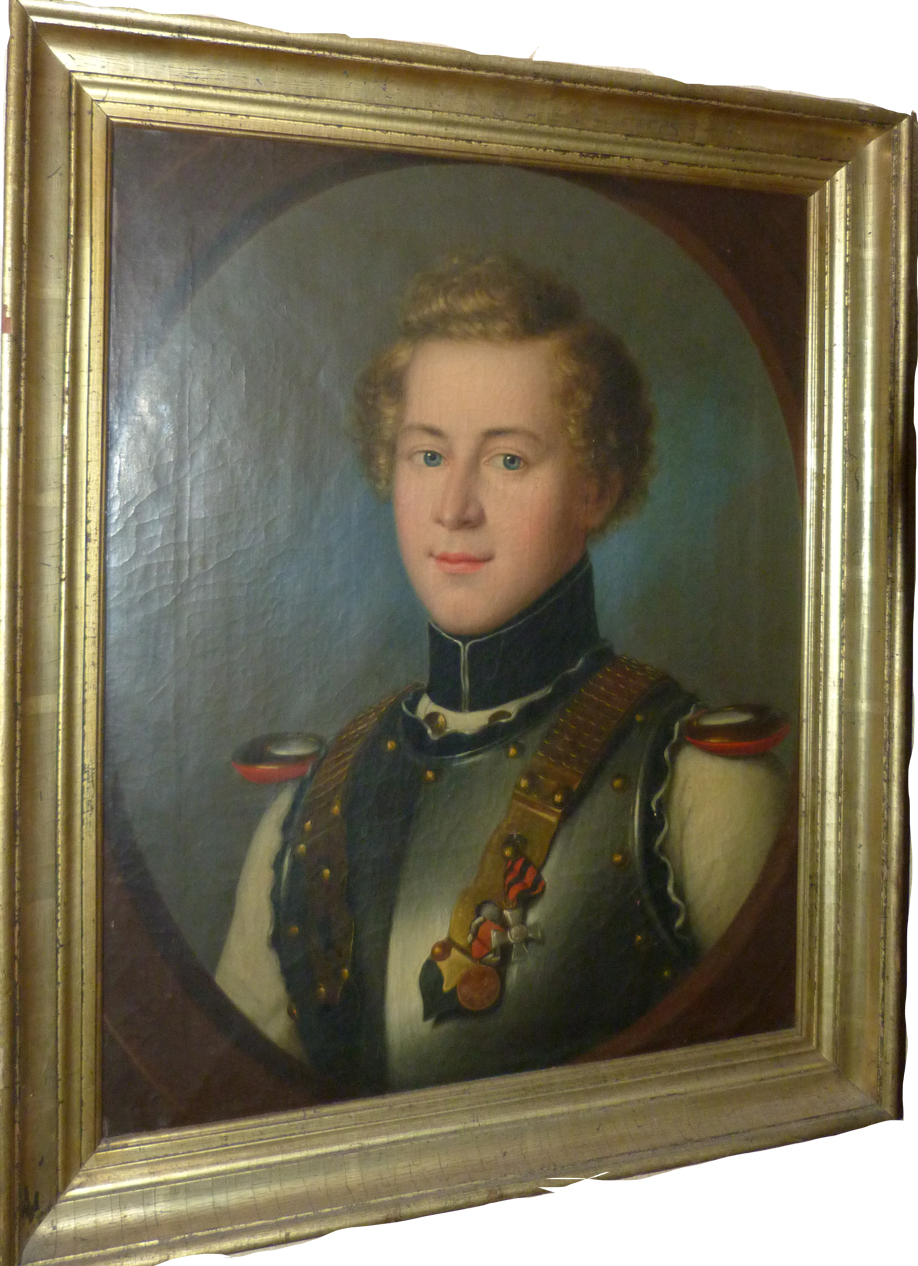
Hermann von Gaffron

Ernst Maximilian Hermann von Gaffron-Oberstradam (seit 1840 Freiherr von Gaffron-Kunern) (* 28. März 1797; † 16. Juli 1870) war ein schlesischer adliger Gutsbesitzer, Verwaltungsbeamter und Politiker als Mitglied des Preußischen Herrenhauses.

## Familie
Hermann Freiherr von Gaffron-Kunern entstammte der schlesischen Uradelsfamilie Gaffron. Er war der Sohn von Friedrich Max Ernst von Gaffron und der Ernestine von Hirsch. 1819 heiratete er in Grünberg Johanna Röstel (1799–1858). Das Ehepaar hatte zwei Söhne: Rudolph von Gaffron (1821–1901) wurde General in der k.u.k. Armee. Theodor von Gaffron-Kunern (1823–1899) wurde Landrat im Kreis Münsterberg und Mitglied des Preußischen Herrenhauses.

## Leben
Von Gaffron-Kunern besuchte 1812 die Ritterakademie in Liegnitz, trat 1813 in die preußische Armee ein, wurde im selben Jahr Fähnrich und nahm 1820 im Rang eines Secondelieutenants im Schlesischen Kürassier-Regiment seinen Abschied. 1831–1835 war er Landesältester des Kreises Münsterberg, seit 1833 Mitglied im Provinziallandtag (1851 und 1856 dessen Vizemarschall), 1836 Mitglied in der Direktion des Königlichen Kreditinstituts in Breslau (1852 dessen Erster Direktor), 1854 Direktor der Ständischen Darlehnskasse in Breslau und wurde 1848 Geheimer Regierungsrat. Von 1849 bis 1854 war er Mitglied der preußischen Ersten Kammer sowie anschließend seit 1854 auf Präsentation des Grundbesitzerverbandes im Landschaftsbezirk Münsterberg Mitglied des Preußischen Herrenhauses auf Lebenszeit. Für seine Verdienste wurde er am 15. Oktober 1840 in den preußischen Freiherrnstand mit dem Prädikat Gaffron-Kunern erhoben, führte seit 1861/62 den Ehrentitel Schlosshauptmann von Breslau, wurde 1855 Rechtsritter des Johanniterordens und besaß folgende Orden: Roter Adlerorden 2. Klasse mit Stern und Eichenlaub (1852), Königlicher Hausorden von Hohenzollern in der Ritterklasse (1859) sowie den Kaiserlich Königlich Russischen St. Georgs-Orden der 5. Klasse (1814). Von Gaffron-Kunern erbte Ober- und Nieder Kunern von seinem Vater, erwarb 1832 Haltauf und 1841 Märzdorf (alle im Kreis Münsterberg gelegen).